# أزهام ترمذي
أزهام ترمذي (24 أبريل 1991 في ماليزيا - ) هو لاعب كرة قدم ماليزي في مركز حراسة المرمى. شارك مع منتخب ماليزيا تحت 23 سنة لكرة القدم ومنتخب ماليزيا لكرة القدم. أما مع النوادي، فقد لعب مع نادي جوهر دار التعظيم وهاريماو مودا أ وهاريماو مودا ب.

## وصلات خارجية
- أزهام ترمذي على موقع قاعدة بيانات كرة القدم.إي يو (الإنجليزية)
- أزهام ترمذي على موقع Soccerway.com (الإنجليزية)